# Episodi di Angie (prima stagione)
La prima stagione della serie televisiva Angie è stata trasmessa in anteprima negli Stati Uniti d'America dalla ABC tra il 8 febbraio 1979 e il 17 maggio 1979.
| nº | Titolo originale  | Titolo italiano | Prima TV USA     | Prima TV Italia |
| -- | ----------------- | --------------- | ---------------- | --------------- |
| 1  | The Proposal      |                 | 8 febbraio 1979  |                 |
| 2  | Wedding Wings     |                 | 15 febbraio 1979 |                 |
| 3  | The Elopement     |                 | 22 febbraio 1979 |                 |
| 4  | The Morning After |                 | 1º marzo 1979    |                 |
| 5  | The Adjustment    |                 | 15 marzo 1979    |                 |
| 6  | Theresa's Date    |                 | 22 marzo 1979    |                 |
| 7  | The House Guests  |                 | 29 marzo 1979    |                 |
| 8  | The Opportunity   |                 | 5 aprile 1979    |                 |
| 9  | Joyce's Job       |                 | 19 aprile 1979   |                 |
| 10 | The First Fight   |                 | 26 aprile 1979   |                 |
| 11 | Angie's Good Deed |                 | 10 maggio 1979   |                 |
| 12 | The Check Up      |                 | 17 maggio 1979   |                 |